# Claytonia umbellata
Claytonia umbellata är en källörtsväxtart som beskrevs av S. Wats. Claytonia umbellata ingår i släktet vårskönor, och familjen källörtsväxter. Inga underarter finns listade i Catalogue of Life.